# Ceza
Билгин Озчалкан (тур. Bilgin Özçalkan, род. 31 декабря 1976, Ускюдар, Стамбул, Турция), более известный как Ceza (Джеза, пер. с турецкого - наказание) — турецкий рэпер.

## Карьера

### Раннее творчество
Родился в Ускюдаре в среднеобеспеченной турецкой семье. С детства Джеза был ленивым ребёнком, для него существовали только спорт и музыка. Тем не менее, он сумел закончить Профессиональный индустриальный лицей имени Хайдара Паши. Стал электромастером. Шесть дней в неделю работал электриком, седьмой день думал о музыке.
В 1995 году он окончательно решил стать рэпером. Бильгин брал у друзей много кассет с рэпом, которые вдохновили его на написание собственных песен.
В Кадыкёе Бильгин познакомился с рэпером-продюсером Dr. Fuchs. Вместе они создали группу «Nefret» (ненависть). После многих выступлений в клубах Стамбула группа подписала контракт с немецкой звукозаписывающей компанией «Hammer Music». Их первый альбом «Meclis-i ala Istanbul» поначалу не пользовался популярностью, но затем постепенно начал распространяться среди молодежи.
После того, как Доктора Фукса забрали в армию, Джеза решил начать сольную карьеру. Так альбом «Med Cezir» вышел на свет, Бильгина начали узнавать на улицах, предлагать выступить на концертах.
Вместе с тем он продолжал работать электриком. Его младшая сестра Айбен (тур. Ayben) также является турецкой рэпершой.

### 2006
Выпустил свой первый Макси-сингл «Feyz Al». 5 сентября 2006 поступил в продажу шестой альбом Джезы «Yerli Plaka», в котором вместе с Джезой участвует американский рэпер из города Канзас-Сити штата Миссури — Tech N9ne. Как клип, так и весь альбом «Yerli Plaka» были записаны в Германии.

### 2007

#### MTV Europe Music Awards 2007
Джеза выиграл Премию MTV Европы за лучшее турецкое выступление 1 ноября того же года.

### 2011
В июне 2011 Ceza получил большую известность в Америке — он снова сотрудничает вместе с американским рэпером Tech N9ne при записи трека Worldwide Choppers с альбома All 6’s and 7’s.

### 2015
Ceza после 4-летнего перерыва 26 мая выпустил новый альбом "Suspus" (тур. "затишье").

## Дискография
2000 "Meclis-i Ala İstanbul" (Nefret) 
 2001 "Anahtar" (Nefret) 
 2002 "Med Cezir" 
 2004 "Rapstar" 
 2006 "Yerli Plaka" 
 2007 "Evin Delisi" (EP) 
 2010 "Onuncu Köy"
2015 "Suspus"
Признан самым быстрым по речитативу рэпером: 1267 слов за 158 секунд (8 слов в секунду)  в треке Holocaust.